# Полдомасово (Ульяновская область)
Полдома́сово — село в Ульяновском районе Ишеевского городского поселения Ульяновской области, в 5 км от районного центра.

## История
Один из «товарищей» окольничего Богдана Матвеевича Хитрово по постройке города Симбирска, боярский сын Матвей Полдамасов получил, в 1648 году, 50 четвертей поместной земли на берегу р. Свияги, в 18-ти верстах от города, где поселился с крестьянами, но должно быть вскоре же продал то поместье; по крайней мере в 1678 году основанная им деревня Полдамасова принадлежала уже другому лицу — казанцу Ивану Федорову Кроткому (13 дворов, в них 44 человека) и с тех пор, в течение более двухсот лет село Полдамасово находилось во владении симбирских дворян Кротких или Кротковых.
В 1700 году помещиком Степаном Григорьевичем Кротковым (Иваном Федоровым Кротким) был построен двухэтажный каменный храм во имя Рождества Богородицы. Престолов в нём четыре: в нижнем этаже главный — в честь Рождества Пресвятые Богородицы (обновлен в 1886 г.), в правом приделе — во имя св. великомученика Георгия Победоносца и в левом приделе — во имя свят. Иоанна Златоустого и в верхнем этаже — в честь чудотворной иконы Пресвятые Богородицы, «Живоносный источник». 
В 1780 году, при создании Симбирского наместничества, село Полдамасово, помещиковых крестьян, вошло в состав Симбирского уезда.
Во время генерального межевания помещиками здесь были кол. асс. Степан Егорович Кротков, с женою Анною Афонасеевною и сыном подполковником Николаем Стенановичем. За ними числилось тогда 130 душ крестьян и 4859 дес. 1445 саж. земли, но они вскоре продали часть имения над. сов. Дмитрию Федоровичу Раевскому, так что после них у Ивана Степановича Кроткова было здесь только 3074 дес. 406 саж. земли. Однако он вернул наследственную вотчину от Раевскаго и значительно улучшил её: построил винокуренный завод (в 1836 году), и суконную фабрику (в 1847 году). Но после освобождения крестьян, Полдамасовское имение пришло в упадок, и в 1872 году куплено было, с публичного торга, тайным советником Иосифом Петровичем Гулак-Артемовским, который суконную фабрику уничтожил, винокуренный же завод ещё ранее перестал действовать.                                                                                                                                        
Д. с. с. Сергей Иванович Кротков продал в 1870 году сто десятин из Полдомасовскаго имения крестьянину Гавриилу Фирсову, у сына которого, Тимофея, купила их, в 1895 г. графиня Марья Ильинишна Остен-Сакен.
Обществу крестьян, бывших С. И. Кроткова, на 241 ревизскую душу (69 дворов), дано в надел 926 дес. 320 саж. удобной земли (под усадьбу 60 дес., пашни 744 дес. З20 саж., выгону 50 дес. и лугов 80 дес. за двадцать верст от села, на Волге под Симбирском). Ныне здесь 109 дворов и 640 человека (297 муж. и 307 жен.) жителей.
Церковно-приходская школа существует здесь с 1886 года.
В 1903 г. за вдовою И. П. Гулак-Артемовскаго, Софьею Андреевною, числится 2228 дес. 86 саж., из которых более половины (1178 десятин) крупного леса, растущего по берегу Волги, на протяжении более 15 верст.

## Население
На 1900 год в с. Полдомасове в 108 дворах жило: 338 м. и 366 ж.

## Известные уроженцы, жители
- В храме Рождества Богородицы служил Рождественский Константин Александрович.
- Серков Пётр Павлович — судья Верховного суда Российской Федерации (с 2003 года), глава Верховного Суда Российской Федерации. Родился в селе.

## Достопримечательности
- Обелиск Славы героям, погибшим в годы Великой Отечественной войны (1975 г.)[12]
- Церковь Рождества Богородицы (Полдомасово) [13][14][15][16][17][18].